# Хома, Ярослав Богданович
Яросла́в Богданович Хома́ (укр. Ярослав Хома; род. 17 февраля 1974, Колбаевичи, Львовская область) — украинский футболист, полузащитник. Выступал за сборную Украины.

## Биография
За сборную Украины сыграл 1 товарищеский матч, 14 февраля 2001 года вышел на 81 минуте вместо Александра Мелащенко в матче с сборной Грузии

## Достижения
- Серебряный призёр Чемпионата Украины: 2000/01